# Rada Regencyjna Liechtensteinu w 1989
Rada Regencyjna Liechtensteinu w 1989 – organ władzy w Liechtensteinie w 1989. Po śmierci Franciszka Józefa II władza przeszła w ręce Rady Regencyjnej. Po objęciu władzy przez Jana Adama II Rada podała się do dymisji.